# Prixana d'Avall
Prixana d'Avall és una masia de Gurb (Osona) inclosa a l'Inventari del Patrimoni Arquitectònic de Catalunya.

## Descripció
Cos central de petites dimensions, amb coberta a doble vessant i poques obertures, de les quals la més significativa és el portal de la façana principal en forma d'arc de mig punt.
Destaca una gran galeria oberta a la façana principal, formada per una arcuació cega i altres tres obertes, d'arcs carpanells molt rebaixats, que es recolza sobre quatre pilastres amb un gran carreu de pedra a la base.

## Història
Bàsicament s'observen tres períodes constructius. El primer, al segle xviii, quan es construí la masia, al qual correspon el cos principal, afegint-li poc després la galeria. Durant una època més recent es remodelà i restaurà la casa, i perdé la major part de funcions de la masia (el bestiar), però conserva l'estructura original intacta.
Actualment forma part d'un complex tancat per un mur integrat per diferents edificis de residència familiar.